# Sara Palmas
Sara Palmas (Nuoro, 7 luglio 1977) è una mezzofondista italiana.
In carriera ha vinto 29 titoli italiani: 12 assoluti, 7 universitari e 10 giovanili (titolata in tutte le categorie, dalle cadette alle promesse).
In ambito internazionale ha vinto la medaglia d'argento nella classifica a squadre dei campionati mondiali militari di corsa campestre a Tunisi nel 2006.
Detiene il record seniores per club della staffetta 4x800 metri.

## Biografia

### Le guide tecniche nel corso degli anni, i primi titoli italiani giovanili e l'esordio internazionale
Nel periodo compreso tra il 1988 ed il 1999, alla Polisportiva Monte Gurtei di Nuoro come allenatori ha avuto Tomaso Podda e Francesca Diana.
Dal 1999 al 2012 è stata tesserata col CUS Cagliari.
Ora invece come guida tecnica ha Nardino Degortes che l'ha seguita anche nel periodo compreso tra il 2006 ed il 2012, in cui aveva il doppio tesseramento con CUS Cagliari ed Esercito.
Inizia a vincere i primi titoli italiani giovanili nel biennio 1991-1993 in cui ottiene il titolo nazionale nei 600 m cadette (‘91) e sugli 800 m allieve (‘93).
Esordio in rassegne internazionali nel 1994 alle Gymnasiadi svoltesi a Nicosia con il quarto posto sugli 800 m.

### 1995-1998: altri titoli italiani giovanili e primi titoli nazionali universitari, esordio con la Nazionale assoluta
Nel 1995 vince il titolo italiano juniores sugli 800 m.
Nel 1996 fa doppietta indoor-outdoor sugli 800 m juniores e giunge sesta sulla stessa distanza agli assoluti.
Tris di titoli italiani nel 1997: 1500 m promesse ed universitari, staffetta 4x400 m sempre agli universitari;

poi ha partecipato agli Europei under 23 a Turku terminando quindicesima sugli 1500 m.
Cinquina di titoli italiani nel 1998: 1500 m promesse sia indoor che outdoor, 800, 1500 e 4x400 m ai campionati nazionali universitari; due medaglie d'argento agli assoluti negli 800 m indoor e 1500 m outdoor.
In campo internazionale al suo debutto con la Nazionale assoluta è giunta sesta in Coppa Europa a San Pietroburgo nei 1500 m.

### 1999-2001: primi titoli italiani assoluti e numerose rassegne internazionali
Tripletta di titoli nazionali nel 1999, tutti sugli 800 m: promesse indoor ed outdoor, assoluti indoor.
Nel 2000 non è andata oltre la batteria dei 1500 m agli Europei indoor di Gand e poi ha partecipato a Jena ai Mondiali universitari di corsa campestre terminando al 40º posto. Ha vinto i 1500 m agli assoluti indoor e sugli 800 m è stata vicecampionessa, mentre è giunta quarta ai campionati nazionali di corsa campestre.
Cinquina di titoli italiani nella stagione sportiva 2001: corsa campestre, 800–1500 m agli assoluti indoor, 1500 m agli universitari ed agli assoluti.
Alle Universiadi di Pechino è stata eliminata in batteria sia negli 800 che sui 1500 m.

Termina in ottantatreesima posizione ai Mondiali di corsa campestre ad Ostenda; era iscritta anche ai Giochi del Mediterraneo, tenutisi a Tunisi, sui 1500 m ma non ha gareggiato perché colpita da una sindrome influenzale.

Nella Coppa Europa a Brema finisce settima negli 800 m ed ottava nei 1500 m.

### 2002-2005: finalista agli Europei indoor, altri titoli assoluti ed Universiadi
Doppietta di titoli italiani assoluti nel 2002 sui 1500 m sia indoor che outdoor.
Due volte settima sui 1500 m in ambito internazionale (agli Europei indoor austriaci di Vienna ed in Coppa Europa ad Annecy in Francia), mentre non supera la batteria agli Europei tedeschi di Monaco di Baviera sempre nei 1500 m.
2003, oro sui 1500 m agli assoluti.
Nel 2004 15º posto nella corsa campestre, era iscritta sui 1500 m agli assoluti indoor, ma non ha gareggiato; invece è stata assente agli assoluti di Firenze.
Altre tre medaglie nel 2005, tutte nei 1500 m, con due titoli sui 1500 m agli assoluti indoor ed agli universitari, argento invece agli assoluti.
Dodicesima posizione nei 1500 m alle Universiadi di Smirne in Turchia sempre nei 1500 m.

### 2006-2010: argento a squadre nei Mondiali militari di corsa campestre e finalista ai Mondiali militari
Argento sui 1500 m ed ottava sui 3000 m agli assoluti indoor di Ancona nel 2006; nello stesso anno agli assoluti di Torino pur essendo tra le partecipanti sia sugli 800 che nei 1500 m non ha gareggiato in entrambe le distanze.
Argento nella classifica a squadre (dodicesimo posto individuale) ai Mondiali militari di corsa campestre a Tunisi.
Oro sui 1500 m agli assoluti indoor del 2007, in cui si è ritirata dalla finale dei 3000 m. All'aperto invece non ha gareggiato sugli 800 m a cui era iscritta ed è giunta dodicesima nei 1500 m.
Ai Mondiali militari di Hyderabad ha terminato sesta sugli 800 m.
Quinta posizione negli 800 m ed argento sui 1500 m agli assoluti indoor nei 1500 m del 2008, mentre è stata assente agli outdoor.
È stata assente agli assoluti sia indoor che outdoor della stagione sportiva 2009.
Nel 2010 è stata assente agli assoluti indoor di Ancona, mentre è arrivata nona sui 1500 m agli assoluti di Grosseto.

### 2011-2015: ancora titolata agli italiani assoluti, assenza agli assoluti indoor e outdoor, gare di duathlon
Nel 2011, all'età di 34 anni, è tornata a laurearsi campionessa italiana assoluta indoor sui 1500 m (quinto posto sui 3000 m) a distanza di 13 anni dal primo titolo italiano, sempre indoor, sugli 800 m indoor; decima posizione agli assoluti di Torino sui 1500 m ed undicesima nella corsa campestre.
Dal 2012 è assente dagli assoluti sia indoor che outdoor e negli ultimi anni si sta dedicando al duathlon, categoria Senior 4 (34-39 anni), in cui gareggia per la No Limits Sport A.S.D.
Dal 2013 è tesserata col Gruppo Sportivo Atletica Olbia.

## Curiosità
- 21 anni è il tempo trascorso tra il primo (600 m agli italiani cadette nel 1991) e l'ultimo (1500 m agli assoluti indoor nel 2011) dei 29 titoli italiani vinti in carriera.
- Ai campionati italiani assoluti (indoor ed outdoor), nelle gare di mezzofondo 800–1500 m ha vinto 12 titoli nazionali; meglio di lei ha fatto soltanto l'accoppiata Gabriella Dorio ed Elisa Cusma, entrambe con 19 vittorie.
- Con 9 titoli italiani assoluti vinti nei 1500 m (6 indoor + 3 outdoor), è seconda soltanto a Gabriella Dorio vincitrice di 12 titoli (2 indoor + 10 outdoor); è l'italiana più titolata negli assoluti al coperto con 6 vittorie, davanti ai 5 titoli di Agnese Possamai.
- Nel febbraio del 2001 ha vinto 3 titoli italiani assoluti nell'arco di una settimana[2].
- In carriera dal 2001 ad oggi ai campionati nazionali ha vinto 35 medaglie (con 29 titoli), tutte d'oro oppure d'argento.
- Sia nel 1998 che nel 2001 ha vinto 5 titoli italiani, mentre nel biennio 1997-1999 ne ha vinto 3 in entrambi gli anni.
- Ha molte cose in comune con un'altra atleta, Claudia Pinna: sono corregionali e coetanee (entrambe sono nate in Sardegna nel 1977); dati fisici quasi uguali; esordio in una rassegna internazionale giovanile alle Gymnasiadi di Nicosia 1994; dal 1999 al 2006 hanno corso assieme come mezzofondiste per il CUS Cagliari; in momenti diversi della loro carriera sportiva, hanno praticato sport multidisciplinari individuali; almeno un titolo italiano assoluto, uno universitario ed uno giovanile vinti in carriera; almeno 20 anni trascorsi tra il primo e l'ultimo titolo italiano vinto.

## Record nazionali
- Staffetta 4x800 metri piani club: 8'25”60 ( Roma, 5 maggio 2006)
(Sara Palmas, Alexia Oberstolz, Elisa Cusma, Loredana Di Grazia) (cronometraggio manuale)[3]

## Progressione

### 800 metri piani
| Stagione | Tempo   | Luogo      | Data       | Rank. Mond. |
| -------- | ------- | ---------- | ---------- | ----------- |
| 2007     | 2‘07“60 | Palermo    | 22-9-2007  |             |
| 2006     | 2‘07“79 | Isili      | 2-9-2006   |             |
| 2005     | 2‘08“43 | Cagliari   | 15-5-2005  |             |
| 2004     | 2‘04“59 | Modena     | 23-5-2004  |             |
| 2001     | 2‘07“57 | Pechino    | 30-8-2001  |             |
| 1999     | 2'11“00 | Bressanone | 18-11-1999 |             |
| 1998     | 2‘04“78 | Milano     | 5-6-1998   |             |
| 1997     | 2‘10“01 | Oristano   | 8-9-1997   |             |
| 1996     | 2‘08“04 |            |            |             |
| 1995     | 2‘09“92 | Nembro     | 11-6-1995  |             |
| 1994     | 2‘12“33 |            |            |             |
| 1993     | 2‘14“00 |            |            |             |
| 1992     | 2‘16“54 |            |            |             |

### 1500 metri piani
| Stagione | Tempo   | Luogo           | Data       | Rank. Mond. |
| -------- | ------- | --------------- | ---------- | ----------- |
| 2011     | 4‘23“81 | Cagliari        | 21-5-2011  |             |
| 2010     | 4‘21“01 | Grosseto        | 30-6-2010  |             |
| 2009     | 4‘30“33 | Ferrara         | 4-6-2009   |             |
| 2007     | 4‘18“79 | Trento          | 2-6-2007   |             |
| 2006     | 4‘13“18 | Conegliano      | 26-5-2006  |             |
| 2005     | 4‘15“33 | Bressanone      | 26-6-2005  |             |
| 2002     | 4‘18“44 | Annecy          | 23-6-2002  |             |
| 2001     | 4‘12“13 | Roma            | 29-6-2001  |             |
| 1999     | 4‘32“30 | Bressanone      | 17-11-1999 |             |
| 1998     | 4‘12“44 | San Pietroburgo | 28-6-1998  |             |
| 1997     | 4‘24“77 | Grosseto        | 15-6-1997  |             |
| 1996     | 4‘24“08 |                 |            |             |
| 1995     | 4‘56“56 | Oristano        | 6-5-1995   |             |
| 1994     | 5‘02“60 |                 |            |             |

### 1500 metri piani indoor
| Stagione | Tempo   | Luogo  | Data      | Rank. Mond. |
| -------- | ------- | ------ | --------- | ----------- |
| 2011     | 4‘29“79 | Ancona | 19-2-2011 |             |
| 2008     | 4‘21“71 | Genova | 23-2-2008 |             |
| 2007     | 4‘20“50 | Ancona | 17-2-2007 |             |
| 2006     | 4‘17“61 | Ancona | 18-2-2006 |             |
| 2005     | 4‘17“83 | Ancona | 19-2-2005 |             |
| 2002     | 4‘13“21 | Vienna | 3-3-2002  |             |
| 2001     | 4‘15“90 | Torino | 24-2-2001 |             |

## Palmarès
| Anno | Manifestazione                       | Sede              | Evento               | Risultato | Prestazione | Note   |
| ---- | ------------------------------------ | ----------------- | -------------------- | --------- | ----------- | ------ |
| 1994 | Gymnasiadi                           | Nicosia           | 800 m                | 4ª        | 2'12”33     | [ 4 ]  |
| 1997 | Europei under 23                     | Turku             | 1500 m               | 15ª       | 4'24”00     | [ 5 ]  |
| 2000 | Universiadi di corsa campestre       | Jena              | 6000 m               | 40ª       | 22'16       |        |
| 2000 | Europei indoor                       | Gand              | 1500 m               | Batteria  | 4'18”28     | [ 6 ]  |
| 2001 | Universiadi                          | Pechino           | 800 m                | Batteria  | 2'07”57     | [ 7 ]  |
| 2001 | Universiadi                          | Pechino           | 1500 m               | Batteria  | 4'27”38     | [ 8 ]  |
| 2001 | Mondiali di corsa campestre          | Ostenda           | 4100 m               | 83ª       | 17'12       | [ 9 ]  |
| 2002 | Europei indoor                       | Vienna            | 1500 m               | 7ª        | 4'13”21     | [ 10 ] |
| 2002 | Europei                              | Monaco di Baviera | 1500 m               | Batteria  | 4'28”31     | [ 11 ] |
| 2005 | Universiadi                          | Smirne            | 1500 m               | 12ª       | 4'25”61     | [ 12 ] |
| 2006 | Mondiali militari di corsa campestre | Tunisi            | 5000 m               | 12ª       | 15'06       | [ 13 ] |
| 2006 | Mondiali militari di corsa campestre | Tunisi            | Classifica a squadre | Argento   | 29 punti    | [ 14 ] |
| 2007 | Mondiali militari                    | Hyderabad         | 800 m                | 6ª        | 2'09”58     | [ 15 ] |

## Campionati nazionali
- 6 volte campionessa assoluta indoor sui 1500 m (2000, 2001, 2002, 2005, 2007, 2011)
- 3 volte campionessa assoluta dei 1500 m (2001, 2002, 2003)
- 1 volta campionessa assoluta di corsa campestre (2001)
- 2 volte campionessa assoluta indoor degli 800 m (1999, 2001)
- 4 volte campionessa universitaria sui 1500 m (1997, 1998, 2001, 2005)
- 2 volte campionessa universitaria della staffetta 4x400 m (1997, 1998)
- 1 volta campionessa universitaria negli 800 m (1998)
- 1 volta campionessa promesse negli 800 m (1999)
- 1 volta campionessa promesse indoor negli 800 m (1999)
- 1 volta campionessa promesse dei 1500 m (1998)
- 1 volta campionessa promesse indoor dei 1500 m (1998)
- 1 volta campionessa promesse sui 1500 m (1997)
- 1 volta campionessa juniores indoor sugli 800 m (1996)
- 2 volte campionessa juniores sugli 800 m (1995, 1996)
- 1 volta campionessa allieve degli 800 m (1993)
- 1 volta campionessa cadette dei 600 m (1991)

1991
- Oro ai Campionati italiani cadetti e cadette, (Rimini), 600 m - 1'37”55

1993
- Oro ai Campionati italiani allievi e allieve, (Bergamo), 800 m - 2'16”45

1995
- Oro ai Campionati italiani juniores e promesse,
800 m - 2'17”85

1996
- Oro ai Campionati italiani allievi-juniores-promesse indoor, (Ancona), 800 m - 2'11”32
- Oro ai Campionati italiani juniores e promesse, (Bressanone), 800 m - 2'13”44
- 6ª ai Campionati italiani assoluti, (Bologna),
800 m - 2'08”34

1997
- Oro ai Campionati italiani juniores e promesse, (Grosseto), 1500 m - 4'24”77
- Oro ai Campionati nazionali universitari, (Rimini), 1500 m - 4'27”30
- Oro ai Campionati nazionali universitari, (Rimini), 4x400 m - 3'46”12

1998
- Oro ai Campionati italiani allievi-juniorers-promesse indoor, (Ancona), 1500 m - 4'29”31[16]
- Argento ai Campionati italiani assoluti indoor, (Genova), 800 m - 2'06”12
- Oro ai Campionati nazionali universitari, (Cassino-Formia), 800 m - 2'07”31[17]
- Oro ai Campionati nazionali universitari, (Cassino-Formia), 1500 m - 4'26”06[17]
- Oro ai Campionati nazionali universitari, (Cassino-Formia), 4x400 m - 3'42”42[17]
- Oro ai Campionati italiani juniores e promesse, (Pesaro), 1500 m[16]
- Argento ai Campionati italiani assoluti, (Roma), 1500 m - 4'16”86

1999
- Oro ai Campionati italiani allievi-juniores-promesse indoor, (Napoli) 800 m - 2'12”39
- Oro ai Campionati italiani assoluti indoor, (Torino), 800 m - 2'08”25[18]
- Oro ai Campionati italiani juniores e promesse, (Fiuggi), 800 m[19]

2000
- 4ª ai Campionati italiani assoluti di corsa campestre, (Roma), 4 km - 14'03[20]
- Argento ai Campionati italiani assoluti indoor, (Genova), 800 m - 2'10”73[21]
- Oro ai Campionati italiani assoluti indoor, (Torino), 1500 m - 4'21”33[22]

2001
- Oro ai Campionati italiani assoluti di corsa campestre, (San Vittore Olona), 4000 m - 14'18[23]
- Oro ai Campionati italiani assoluti indoor, (Torino), 800 m - 2'08”72[18]
- Oro ai Campionati italiani assoluti indoor, (Torino), 1500 m - 4'15”90[22]
- Oro ai Campionati nazionali universitari, (Cagliari), 1500 m - 4'29”34[24]
- Oro ai Campionati italiani assoluti, (Catania),
1500 m - 4'14”92[25]

2002
- Oro ai Campionati italiani assoluti indoor, (Genova), 1500 m - 4'19”37[26]
- Oro ai Campionati italiani assoluti, (Viareggio), 1500 m - 4'14”55[27]

2003
- Oro ai Campionati italiani assoluti, (Rieti),
1500 m - 4'15”26[28]

2004
- 15ª ai Campionati italiani assoluti di corsa campestre, (San Vittore Olona)[29]

2005
- Oro ai Campionati italiani assoluti indoor, (Ancona), 1500 m - 4'17”83[30]
- Oro ai Campionati nazionali universitari, (Catania), 1500 m - 4'25”34[31]
- Argento ai Campionati italiani assoluti, (Bressanone), 1500 m - 4'15”33[32]

2006
- Argento ai Campionati italiani assoluti indoor, (Ancona), 1500 m - 4'17”61[33]
- 8ª ai Campionati italiani assoluti indoor, (Ancona), 3000 m - 9'34”06[34]

2007
- Oro ai Campionati italiani assoluti indoor, (Ancona), 1500 m - 4'20”50[35]
- In finale ai Campionati italiani assoluti indoor, (Ancona), 3000 m - r[36]
- 12ª ai Campionati italiani assoluti, (Padova),
1500 m - 4'32”49[37]

2008
- 5ª ai Campionati italiani assoluti indoor, (Genova),
800 m - 2'11”58[38]
- Argento ai Campionati italiani assoluti indoor, (Genova), 1500 m - 4'21”71[39]

2010
- 9ª ai Campionati italiani assoluti, (Grosseto),
1500 m - 4'21”01[40]

2011
- Oro ai Campionati italiani assoluti indoor, (Ancona), 1500 m - 4'29”79[41]
- 5ª ai Campionati italiani assoluti indoor, (Ancona), 3000 m - 9'43”77[42]
- 11ª ai Campionati italiani assoluti di corsa campestre, (Varese), 7,8 km - 28'31[43]
- 10ª ai Campionati italiani assoluti, (Torino),
1500 m - 4'26”04[44]

## Altre competizioni internazionali
1998
- 6ª in Coppa Europa, ( San Pietroburgo),
1500 m - 4'12”44[45]
- 16ª al Golden Gala, ( Roma), 1500 m - 4'13”96[46]

2000
- 9ª al Meeting Internazionale "Terra Sarda",
( Selargius), 1500 m - 4'24"79[47]

2001
- 7ª in Coppa Europa, ( Brema), 800 m - 2'04”86[25]
- 8ª in Coppa Europa, ( Brema), 1500 m - 4'14”97[25]
- 15ª al Golden Gala, ( Roma), 1500 m - 4'12”13[48]

2002
- 7ª in Coppa Europa, ( Annecy),
1500 m - 4'18”44[49]

2005
- 5ª al XIX Meeting “Città di Padova”,
( Padova), 1500 m - 4'16”70[50]
- 7ª al Meeting Internazionale "Terra Sarda",
( Nuraminis), 800 m - 2'12"55[51]

2006
- 5ª al Meeting Internazionale "Terra Sarda",
( Isili), 800 m - 2'07"79[52]

2007
- Bronzo al Meeting Internazionale "Terra Sarda",
( Olbia), 800 m - 2'08"27[53]

2010
- 13ª al Meeting Internazionale "Terra Sarda",
( Arzana), 3000 m - 10'04"15[54]